# Deinacrida fallai
Espèce
Statut de conservation UICN

 VU D2 : Vulnérable
 
Deinacrida fallai  est une espèce de wetas géants, un insecte orthoptère de la famille des Anostostomatidae, endémique aux îles Poor Knights.

## Description
Cette espèce peut mesurer jusqu'à 73 mm. Leur taille est un exemple du phénomène nommé gigantisme insulaire. Il s'agit de la seconde plus grande espèce de wetas au monde.
Les femelles sont plus grandes que les mâles.
Cet insecte se nourrit principalement de Kunzea ericoides et pohutukawa.